# AGS-30
O AGS-30 é um lança-granada automático russo atualmente em produção na Rússia e em serviço nas Forças Armadas da Rússia.

## Descrição
Projetado com base no AGS-17, o AGS-30 oferece melhor mobilidade, maior alcance e melhor precisão durante o disparo. Significativamente mais leve que sua versão anterior, o AGS-30 pesa 30 kg carregado, o que significa que pode ser transportado por uma pessoa. Usando uma granada GPD-30 especialmente projetada, o AGS-30 pode atingir alvos a 2.100 m. O recuo é reduzido com um mecanismo de ejeção de granadas mais suave. Um tripé ajustável SAG-30 (índice GRAU 6P17) também está incluído.

## Desenvolvimento
Após o sucesso do AGS-17 no Afeganistão, a KBP Instrument Design Bureau começou a trabalhar num novo lança-granadas. O exército russo precisava de uma arma que pudesse facilmente expulsar os militantes dos seus esconderijos fortificados. O novo projeto provou ser eficaz e foi oficialmente adotado em 2002, sendo posteriormente adotado pelas tropas do Ministério do Interior russo.

## Munição
O AGS-30 é alimentado por tambores de fita de munição especiais que comportam 29 cartuchos interligados. O tambor carregado pesa cerca de 14 kg. As empunhaduras são instaladas em um suporte de arma integrado ao tripé, em vez de no corpo da arma. O AGS-30 só pode disparar de forma automática. O equipamento de mira padrão é uma mira óptica PAG-17 com ampliação de 2,7X.
O AGS-30 usa granadas VOG-17M padrão, VOG-30 de fragmentação aprimorada, VOG-30D e GPD-30 de alcance estendido.
- VOG-17M (alto explosivo)
- IO-30 (alto explosivo)
- IO-30TP (prática)
- VOG-30 (alto explosivo)
- VOG-30D (alto explosivo)
- VUS-30 (fumaça)
- GPD-30 (alto explosivo)

## Variantes
- AG-30M – Versão montada em veículo com mecanismo de gatilho elétrico.

## Operadores
- Argélia[16]
- Índia[17]
- Namíbia[18]
- Macedônia do Norte[19]
- Rússia
- Arábia Saudita[20]

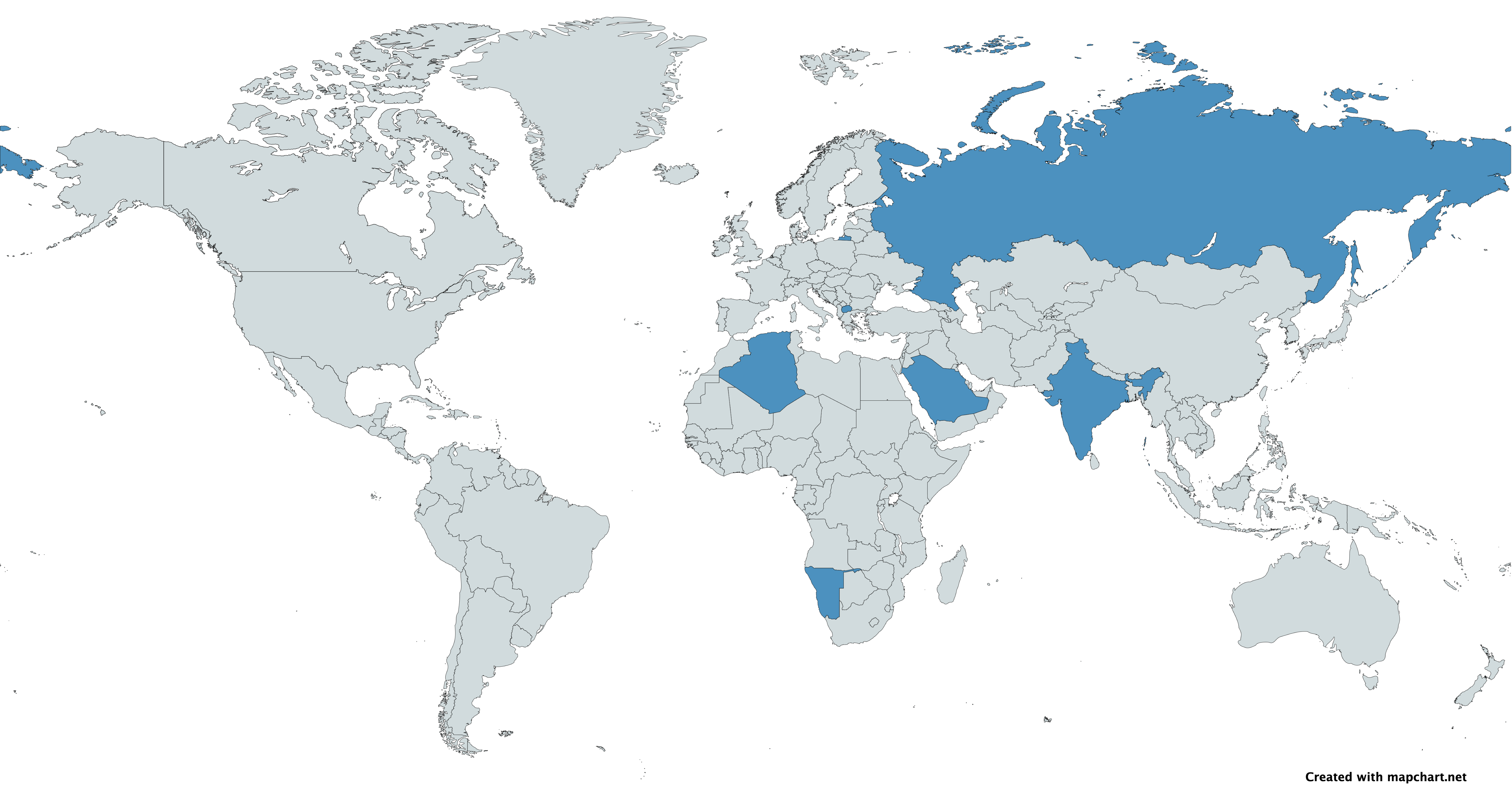
Mapa com operadores do AGS-30 Atlant em azul

- Vietname - Cópia não licenciada SPL-30.[21]